# Katy Perry
Katy Perry, właśc. Katheryn Elizabeth Hudson (ur. 25 października 1984 w Santa Barbara) – amerykańska piosenkarka muzyki pop, autorka tekstów, aktorka, producentka muzyczna, businesswoman, filantropka oraz ambasadorka dobrej woli UNICEF.
Urodziła się i dorastała w Santa Barbara w stanie Kalifornia, jej ojciec jest pastorem. W 2001 roku wydała swój debiutancki album studyjny zatytułowany Katy Hudson, jednak nie osiągnął on komercyjnego sukcesu. Następnie przyjęła pseudonim Katy Perry i nagrała dwie kolejne płyty: z producenckim zespołem Matrix oraz solową, która nie została opublikowana. W 2007 roku podpisała kontrakt z wytwórnią Capitol Records.
Popularność zdobyła wydanym w 2008 roku albumem One of the Boys, wypromowanym przez dwa ogólnoświatowe przeboje: „I Kissed a Girl” i „Hot n Cold”. Płyta zajęła trzydzieste trzecie miejsce wśród najlepiej sprzedających się albumów muzycznych w 2008 roku. W 2009 roku amerykański magazyn Billboard umieścił Perry na pięćdziesiątej pierwszej pozycji wśród najpopularniejszych muzyków dekady 2000–2009. Teenage Dream, jej trzeci studyjny album, to jedenasty bestseller roku 2010 oraz dziewiąty roku 2011. Z płyty oraz jej reedycji pochodzi osiem singli, z których sześć zajęło pierwszą pozycję na Billboard Hot 100. Tym samym Katy Perry jako pierwsza kobieta, a drugi artysta w historii (po Michaelu Jacksonie z Bad), wypromowała pięć utworów z jednego albumu na szczyt oficjalnej listy przebojów w Stanach Zjednoczonych: „California Gurls”, „Teenage Dream”, „Firework”, „E.T.” oraz „Last Friday Night (T.G.I.F.)”. Czwarta płyta piosenkarki, Prism, została ogłoszona najlepiej sprzedającym się albumem wydanym przez kobietę w 2013. Single promujące wydawnictwo, „Roar” oraz „Dark Horse”, stały się kolejnymi międzynarodowymi przebojami Perry.
Katy Perry sprzedała siedemnaście milionów albumów studyjnych na całym świecie, a także ponad osiemdziesiąt milionów singli w formacie Download. W latach 2009–2015 była trzynastokrotnie nominowana do nagrody Grammy, przez muzyczną stację MTV ogłoszona artystką roku 2011, a przez magazyn Billboard uznana za kobietę roku 2012. Wydała siedem perfum sygnowanych własnym nazwiskiem, użyczyła głosu Smerfetce w filmie Smerfy (2011) i jego kontynuacji (2013). W lipcu 2012 roku ukazał się film dokumentalny o piosenkarce, zatytułowany Katy Perry: Part of Me. 1 lutego 2015 piosenkarka zaśpiewała w przerwie rozgrywki Super Bowl XLIX. Według firmy Nielsen, występ obejrzało ponad sto osiemnaście milionów widzów, co czyni go najchętniej oglądanym programem w historii amerykańskiej telewizji. We wrześniu 2024 roku została uhonorowana nagrodą Michael Jackson Video Vanguard Award za całokształt twórczości, podczas gali MTV Video Music Awards.

## Życiorys

### Wczesne lata
Urodziła się w Santa Barbara w Kalifornii. Jest córką pastora. Dorastała, słuchając muzyki gospel i śpiewając w kościele. Swój pierwszy album, zatytułowany Katy Hudson, wydała w wytwórni Red Hill Records i zawarła na nim piosenki utrzymane w stylu gospel. Postanowiła zmienić później swój pseudonim, ponieważ „Katy Hudson” wiązało się z nazwiskiem amerykańskiej aktorki Kate Hudson. „Perry” było panieńskim nazwiskiem jej matki.
W 2003 roku nagrała swoje pierwsze teledyski, tj. „A Cup of Coffee”, „The Box”, „Diamonds”, „Long Shot” oraz „It's Ok To Believe”.
W 2004 roku została wokalistką zespołu producenckiego The Matrix, który pracował wcześniej m.in. z Avril Lavigne i Britney Spears. Zaczęła równocześnie pracę nad własnym albumem, współpracując z Glenem Ballardem, producentem sławnego debiutu Alanis Morissette pt. Jagged Little Pill. Jeden z jej utworów, „Simple”, został nagrany jako część ścieżki dźwiękowej do filmu Stowarzyszenie wędrujących dżinsów z 2005 roku. Pod koniec 2005 roku zespół P.O.D. wydał piosenkę „Goodbye for Now”, gdzie końcową część utworu zaśpiewała Perry.
Od 2005 do 2007 roku chciała wydać albumy, lecz zostały one odrzucone. Mimo to niektóre piosenki zostały wydane w albumie „One of the Boys”, np. „Thinking of You” lub oddane innym twórcom, np. „I Do Not Hook Up”.

## Kariera

### 2007–2009:One of the Boys
Twórczość Perry została zauważona przez Jasona Floma z wytwórni Virgin Records, zarządcę kompanii Capitol Records, dlatego to z tą wytwórnią piosenkarka podpisała kontrakt. Pod koniec roku 2007 na rynek muzyczny trafił singel „Ur So Gay”, jednak nie podbił list przebojów. W maju 2008 wydano singel „I Kissed a Girl”, który stał się numerem 1 w 30 krajach na całym świecie i jednym z największych przebojów 2008 roku. Latem ukazał się album One of the Boys. Cieszył się powodzeniem i zajął wysokie pozycje na listach sprzedaży albumów, choć zdobył dość negatywne oceny krytyków. W sumie sprzedano ponad 5 milionów kopii albumu, a w USA, Wielkiej Brytanii, Australii i Kanadzie otrzymał on status platynowej płyty. Kolejnym singlem promującym została piosenka „Hot n Cold” – kolejny duży przebój, a jeszcze w grudniu ukazał się teledysk do następnego singla, „Thinking of You”.
W 2009 roku wokalistka była nominowana do nagrody Grammy w kategorii Best Female Pop Vocal Performance za singel „I Kissed a Girl”. Od stycznia do listopada 2009 Perry promowała album trasą koncertową Hello Katy Tour, swoim pierwszym solowym tournée. W tym samym roku zaśpiewała w piosenkach innych wokalistów: nagrała duet z amerykańskim zespołem 3OH!3, a także przebój „If We Ever Meet Again” z Timbalandem.

### 2010–2012:Teenage Dream

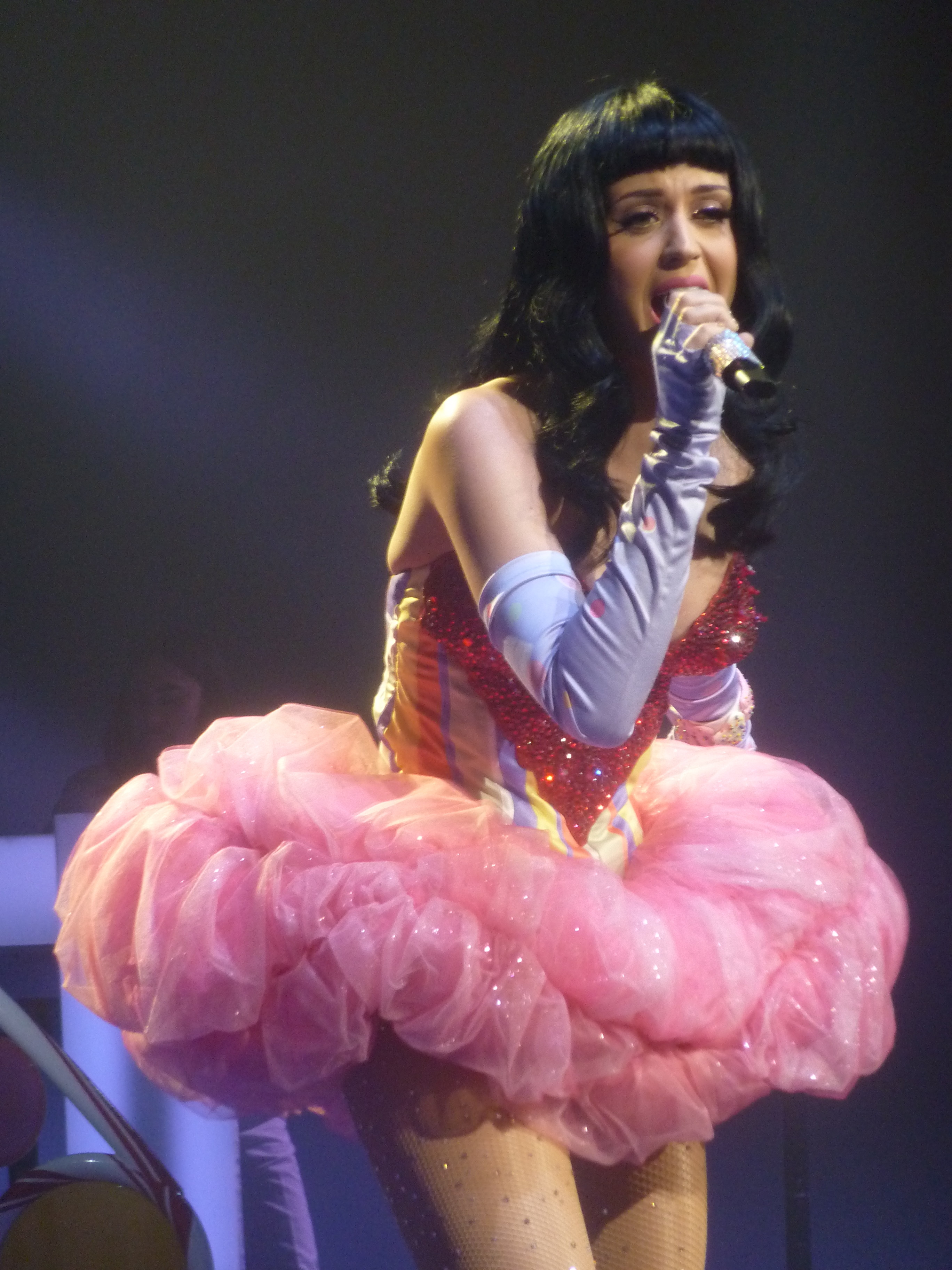
Katy Perry podczas trasy California Dreams w 2011 r.

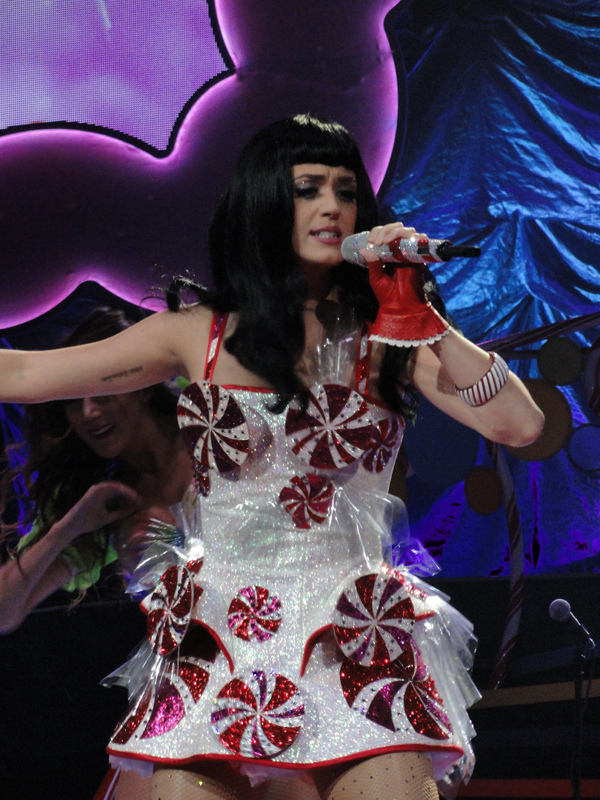
Katy Perry występująca na żywo w ramach California Dreams Tour w 2011 r.

W 2010 roku Katy Perry ukończyła pracę nad kolejnym albumem, Teenage Dream. Miał on swoją premierę w sierpniu, a jego wydanie poprzedzono singlem „California Gurls”, który stał się przebojem na światowych listach przebojów i najlepiej sprzedającym się utworem roku 2010. W piosence gościnnie pojawił się Snoop Dogg. Płyta Teenage Dream dotarła do pierwszej dziesiątki bestsellerów muzycznych w kilkunastu krajach i pokryła się platyną m.in. w USA, Kanadzie, Wielkiej Brytanii i Australii. Drugim singlem została piosenka tytułowa, która również okazała się sukcesem. Wideoklip do trzeciego singla, „Firework”, został nakręcony w Budapeszcie, a do jego udziału zostali zaproszeni europejscy fani Katy Perry (w tym 40 Polaków). Było to skutkiem kampanii reklamowej Deutsche Telekom (właściciela sieci „Era” – obecnie: „T-Mobile”), w której Katy Perry wzięła udział. Przez co jednocześnie piosenkarka została zobowiązana do dania koncertów we wszystkich 5 państwach (Polska, Austria, Węgry, Słowacja, Macedonia) objętych tym projektem.

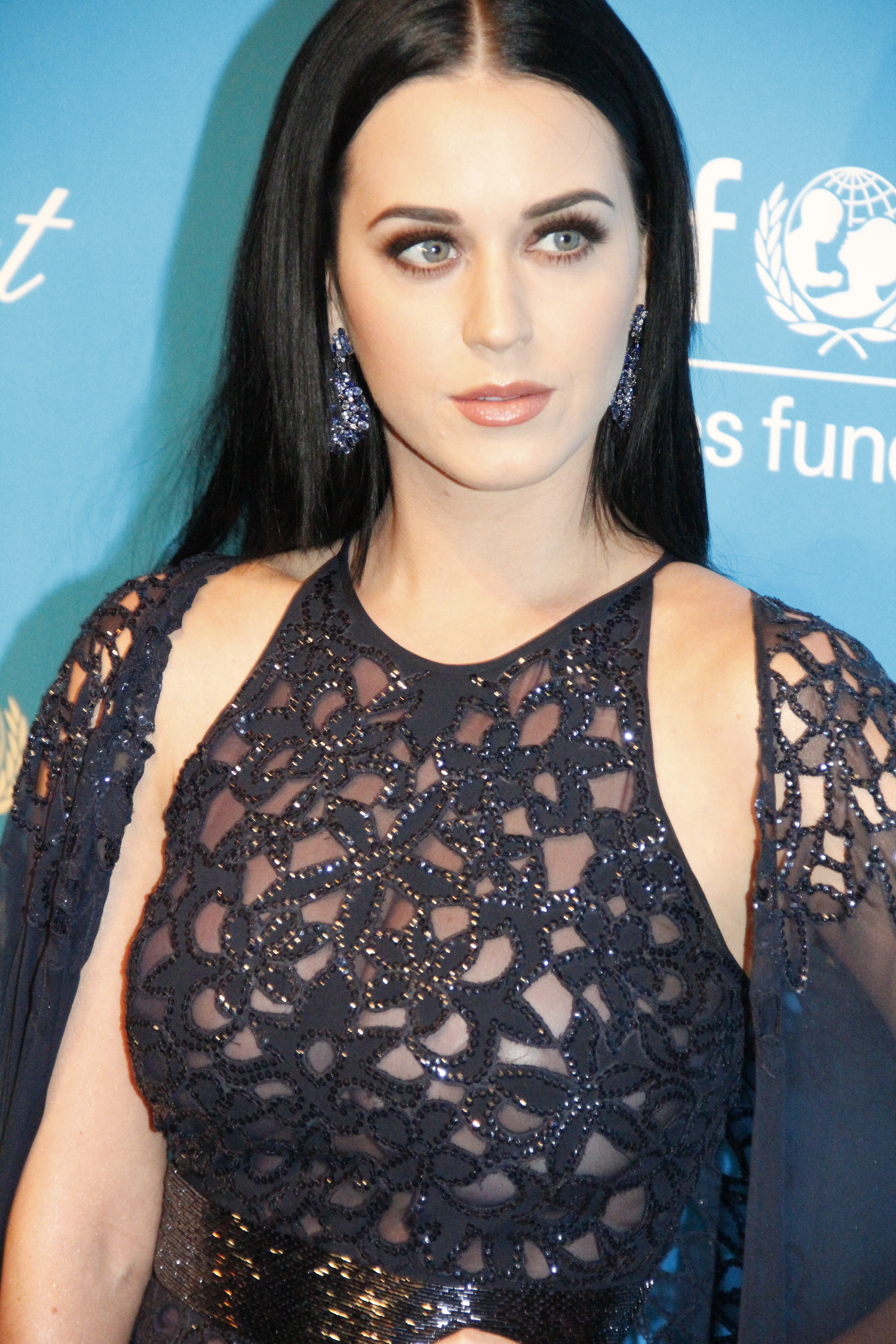
Artystka na gali UNICEF w 2012 roku

W lutym 2011 roku piosenkarka rozpoczęła swoją drugą trasę koncertową California Dreams Tour. 31 marca odbyła się premiera teledysku do „E.T.”. Jest to czwarty singiel z albumu w którym gościnnie wystąpił Kanye West. Utwór dotarł do szczytu listy Mediatraffic, stając się trzecim przebojem z tego albumu na miejscu pierwszym. Wideoklip został nagrodzony na gali MTV Video Music Awards dwoma statuetkami: za najlepszą współpracę oraz za efekty specjalne. W maju Katy Perry rozpoczęła pracę nad promocją singla – „Last Friday Night (T.G.I.F.)”. Teledysk został nakręcony podczas pobytu wokalistki w Australii. Swoją premierę miał 14 czerwca 2011 roku. Perry wyrównała rekord Michaela Jacksona, umieszczając 5 piosenek z jednej płyty na pierwszym miejscu listy Billboard Hot 100. Ostatnim utworem promującym zostało „The One That Got Away”, do którego teledysk opublikowano 11 listopada 2011 roku. Była to szósta piosenka, która została singlem z albumu. Utwór dotarł na 3. miejsce listy Billboard Hot 100 i na pierwsze miejsce listy Billboard Pop Songs. Piosenkarka zapowiedziała wtedy rozpoczęcie prac nad następnym albumem. Dzięki piosence „Firework” została nominowana w dwóch kategoriach do nagrody Grammy. Gala odbyła się 12 lutego 2012 roku.
27 marca 2012 roku Katy Perry wydała reedycję drugiego albumu pt. Teenage Dream: The Complete Confection. Wydawnictwo promował singel „Part of Me”, który zadebiutował na pierwszym miejscu listy przebojów Billboard Hot 100. Teledysk zaś miał swoją premierę 21 marca tego samego roku. Drugim singlem z reedycji została piosenka „Wide Awake”. Klip na YouTube został opublikowany 18 czerwca. Utwór dotarł na 2. pozycję najbardziej prestiżowej listy przebojów w USA. 3 sierpnia 2012 roku miała miejsce polska premiera filmu Madagaskar 3, w którym została zamieszczona jej piosenka pt. „Firework”. Perry została nominowana do nagrody Grammy 2013 w kategorii Best Pop Solo Performance za piosenkę: „Wide Awake”. Po raz pierwszy w karierze została również pre-nominowana do Oscara, za tę samą piosenkę (w kategorii Oscar za najlepszą oryginalną piosenkę filmową) w filmie dokumentalnym Katy Perry: Part of Me. 5 lipca miała miejsce oficjalna premiera biograficznego filmu piosenkarki pt. Katy Perry: Part of Me.
Artystka została nazwana kobietą roku 2012 według magazynu Billboard. W tym samym roku, w ramach współpracy z Electronic Arts, pomagała przy wydaniu dodatku do gry komputerowej The Sims 3 – Zostań Gwiazdą i Słodkie niespodzianki Katy Perry.

### 2013–2016:Prism

Perry podczas gali NRJ w 2013 roku

2 maja 2013 roku odbyła się premiera trzeciego zapachu Perry o nazwie Killer Queen. 12 czerwca artystka wystąpiła w projekcie „Katy and the Popcats”. Dokładnie taki tytuł nosi nowy spot zrealizowany w ramach kampanii PopChips. Część dochodu ze sprzedaży popchips przekazana zostanie na konto organizacji ASPCA (Amerykańskie Towarzystwo Zapobiegania Okrucieństwu wobec Zwierząt). Firma zdeklarowała się do przekazania na jej rzecz minimum 15 tysięcy dolarów. Również w czerwcu została opublikowana okładka lipcowego Vogue’a, na której pojawiła się piosenkarka. Artystka współpracowała razem z Bonnie McKee przy singlu „Oh La La” Britney Spears, który promował ścieżkę dźwiękową do filmu Smerfy 2.
29 lipca ogłoszono, że nowy album nazywać się będzie Prism i jego premiera nastąpi 22 października 2013 roku. Początkowo płyta miała ukazać cięższe chwile, przez które piosenkarka przechodziła po rozwodzie z Russellem Brandem, jednak ostatecznie artystka zdecydowała się zmienić ideę albumu. Opisuje ją: Chciałam nagrać pozytywną płytę, pełną życia, dlatego nazwałam ją “PRISM” (pl. – pryzmat). Może i [„By the Grace of God”] jest to najsmutniejszy utwór z albumu, ale jeśli wsłuchasz się w jego tekst, usłyszysz powstającą siłę. Jest bardzo autobiograficzny i ma wartościowe przesłanie. Mam nadzieję, że ludzie będą mogli odnieść go do swojego życia i zobaczą, że przechodziłam przez ciężkie czasy, ale powróciłam do życia.

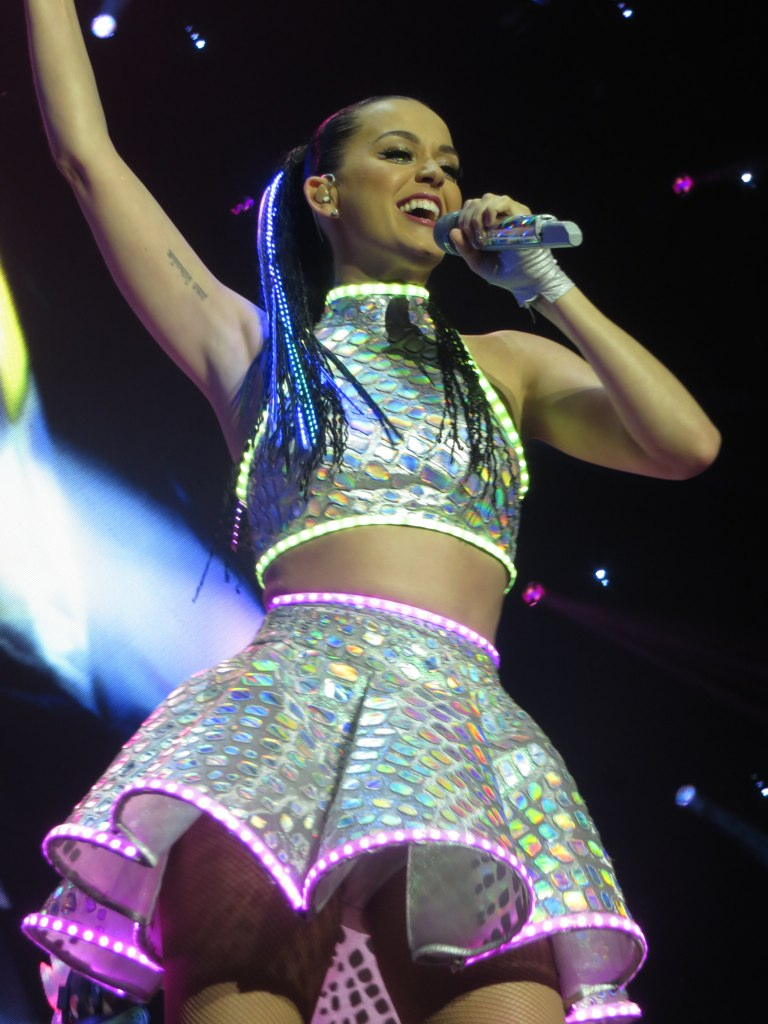
Katy podczas występu na The Prismatic World Tour w 2014 roku

12 sierpnia swoją oficjalną premierę miał pierwszy singel z wydawnictwa, „Roar”, który w ciągu niespełna doby dostał się na szczyty iTunes w prawie 50 krajach. Następnego dnia ogłoszono, że wokalistka wystąpi na Video Music Awards 2013 i zaprezentowano spot reklamowy z artystką. 5 września ukazał się oficjalny teledysk do piosenki, a dzień wcześniej ogłoszono, że utwór dotarł do pierwszego miejsca list przebojów w Stanach Zjednoczonych. 16 października ukazał się drugi singiel zapowiadający płytę Prism, którym została piosenka „Unconditionally”. Sam album miał swoją światową premierę 22 października 2013 roku. Tego samego dnia Katy Perry zaprezentowała na żywo utwory z płyty w iHeartRadio Theatre w Los Angeles. W pierwszym tygodniu po premierze album sprzedał się w nakładzie 286 tysięcy kopii i został najlepiej sprzedającą się płytą w USA i Wielkiej Brytanii. Po premierze albumu Perry wybrała się w trasę koncertową, w której ramach odwiedziła m.in. Wielką Brytanię, Francję, Niemcy, Australię, Japonię. Wystąpiła m.in. w brytyjskiej i australijskiej wersji talent shows X Factor, we francuskim programie Le Grand Journal, zagrała też koncert przed Sydney Opera House w Sydney na prośbę programu śniadaniowego Sunrise. 23 października 2013 roku uczestniczyła w koncercie „We Can Survive” organizowanym przez CitiBank.

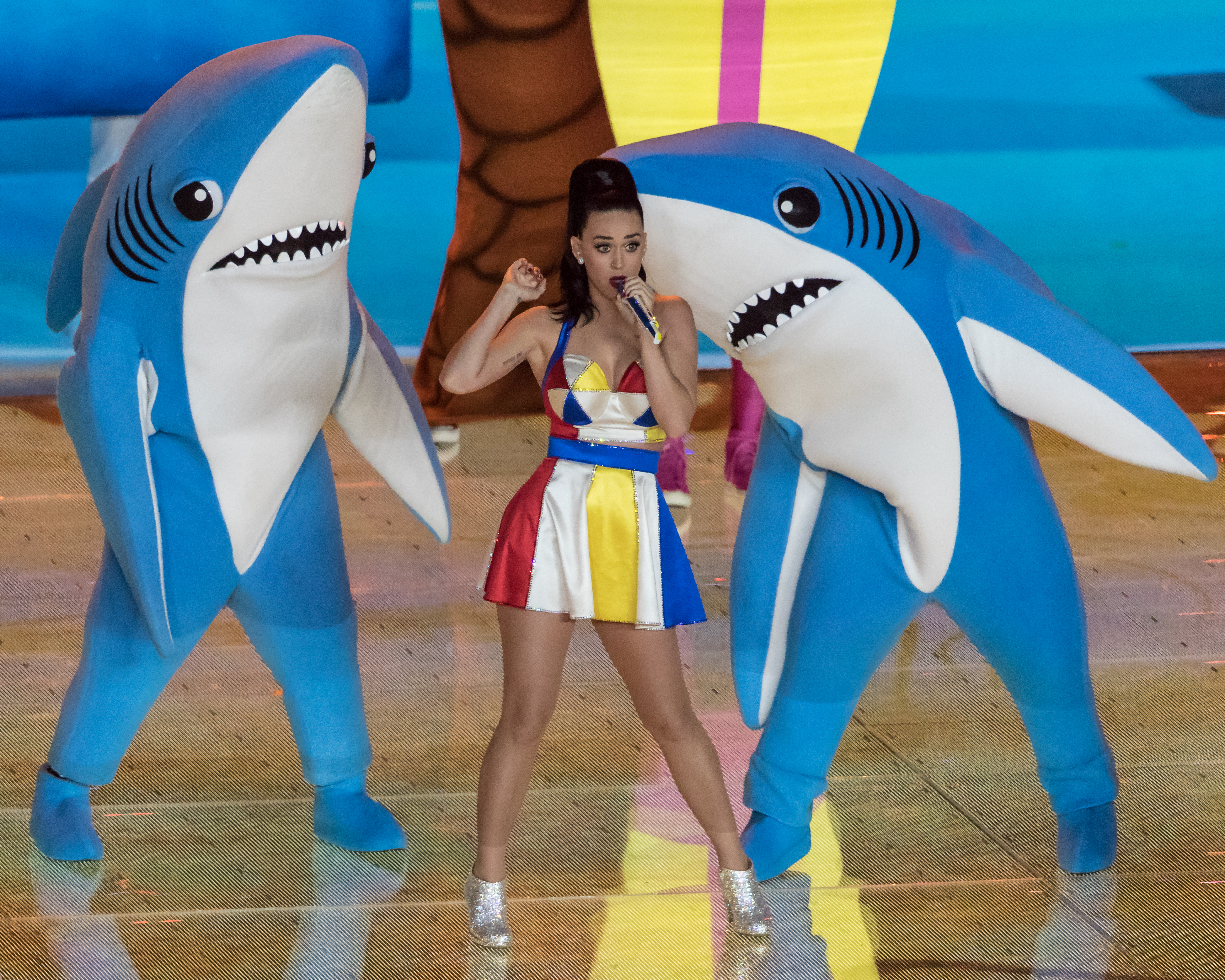
Katy Perry w trakcie występu na Super Bowl Halftime Show w 2015 roku

10 listopada 2013 wystąpiła na gali rozdania nagród MTV Europe Music Awards w Amsterdamie, gdzie wykonała premierowo w telewizji singiel „Unconditionally”. Ponadto została wyróżniona nagrodą dla Artystki Roku. 24 listopada otworzyła galę American Music Awards występem z nowym singlem. Piosenka zanotowała umiarkowany sukces, docierając do 14. miejsca na liście Billboard Hot 100. Znalazła się w czołówkach takich krajów, jak Bułgaria, Włochy, Polska, Australia, na listach Billboardu (Hot Dance Club Songs, Mainstream Top 40, Adult Top 40) oraz na Euro Digital Songs.
17 grudnia 2013 roku do rozgłośni radiowych trafiła piosenka „Dark Horse”, która pierwotnie była jedynie singlem promocyjnym. Zważywszy na wielki sukces na liście iTunes i przebywanie w pierwszej czterdziestce zestawienia, zdecydowano się wybrać utwór na oficjalny trzeci singiel. Bez żadnej promocji w Stanach Zjednoczonych „Dark Horse” dotarł do 6 miejsca na Billboard Hot 100 i osiągnął pozycję numer 1 na amerykańskim iTunes 9 stycznia 2014 roku. Na liście serwisu Spotify singiel dotarł do pozycji 1 najczęściej odtwarzanych piosenek. Ostatecznie utwór został kolejnym numerem 1 na amerykańskiej liście przebojów Billboard Hot 100, gdzie utrzymał się 4 tygodnie.
Od 7 maja 2014 roku do 14 maja 2015 trwała trzecia trasa koncertowa piosenkarki zatytułowana The Prismatic World Tour. Katy odwiedziła Oceanię, Azję, Europę i Amerykę Północną. 24 lutego 2015 roku Katy Perry wystąpiła w Kraków Arenie, gdzie przybyło 17 tysięcy ludzi. W czerwcu ogłoszono, że piątym singlem będzie „This Is How We Do”. Pod koniec tego samego miesiąca Katy otrzymała nagrodę RIAA dla „Najlepiej sprzedającego się cyfrowo artysty w historii”. W następnym miesiącu została trzecią najpotężniejszą wokalistką minionego roku według magazynu Forbes.
1 lutego 2015 roku wraz z Lennym Kravitzem i Missy Elliott wystąpiła w czasie przerwy finału Super Bowl XLIX (SuperBowl Halftime Show).
W 2016 pojawiła się w filmie Zoolander 2 (występ cameo).
14 lipca 2016 roku Katy wydała utwór „Rise”, który powstał na potrzeby Igrzysk Olimpijskich w Rio de Janeiro.

### 2017–2018:Witness

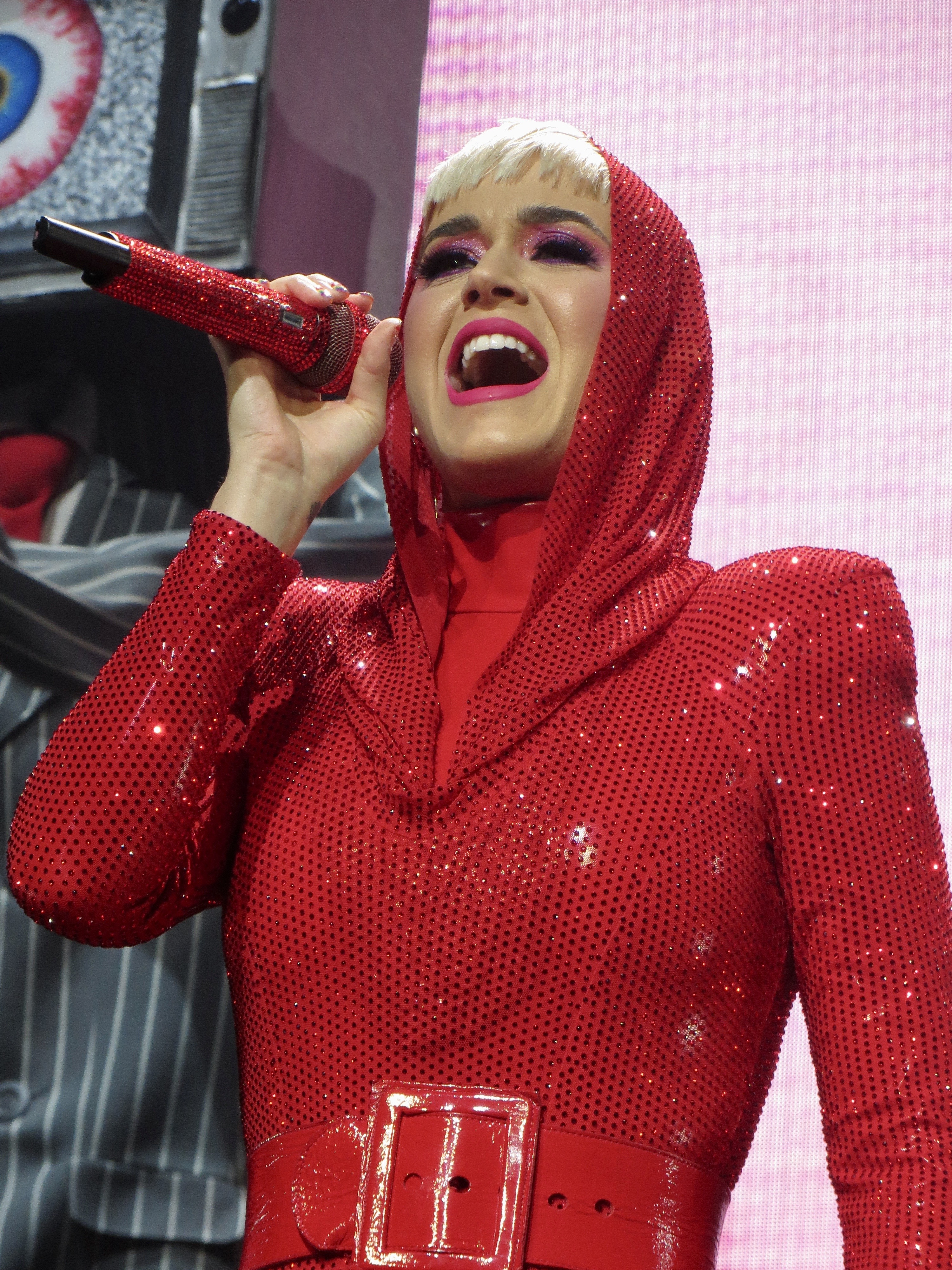
Perry śpiewająca na trasie koncertowej Witness

9 czerwca 2017 wydana została nowa płyta studyjna piosenkarki zatytułowana Witness, która promowana jest przez single: „Chained to the Rhythm”, „Bon Appétit”, „Swish Swish” i „Hey Hey Hey”. Jest to album electropopowy, który eksploruje gatunki muzyki tanecznej i EDM, a jego teksty poruszają tematy samowzmocnienia i feminizmu. Zadebiutował on na pierwszym miejscu listy Billboard 200 ze sprzedażą 180 tysięcy kopii w pierwszym tygodniu, stając się trzecim albumem Perry na tym miejscu. W tym okresie zmieniła swój dotychczasowy wizerunek, rezygnując z długich czarnych włosów na rzecz krótkiej blond fryzury.

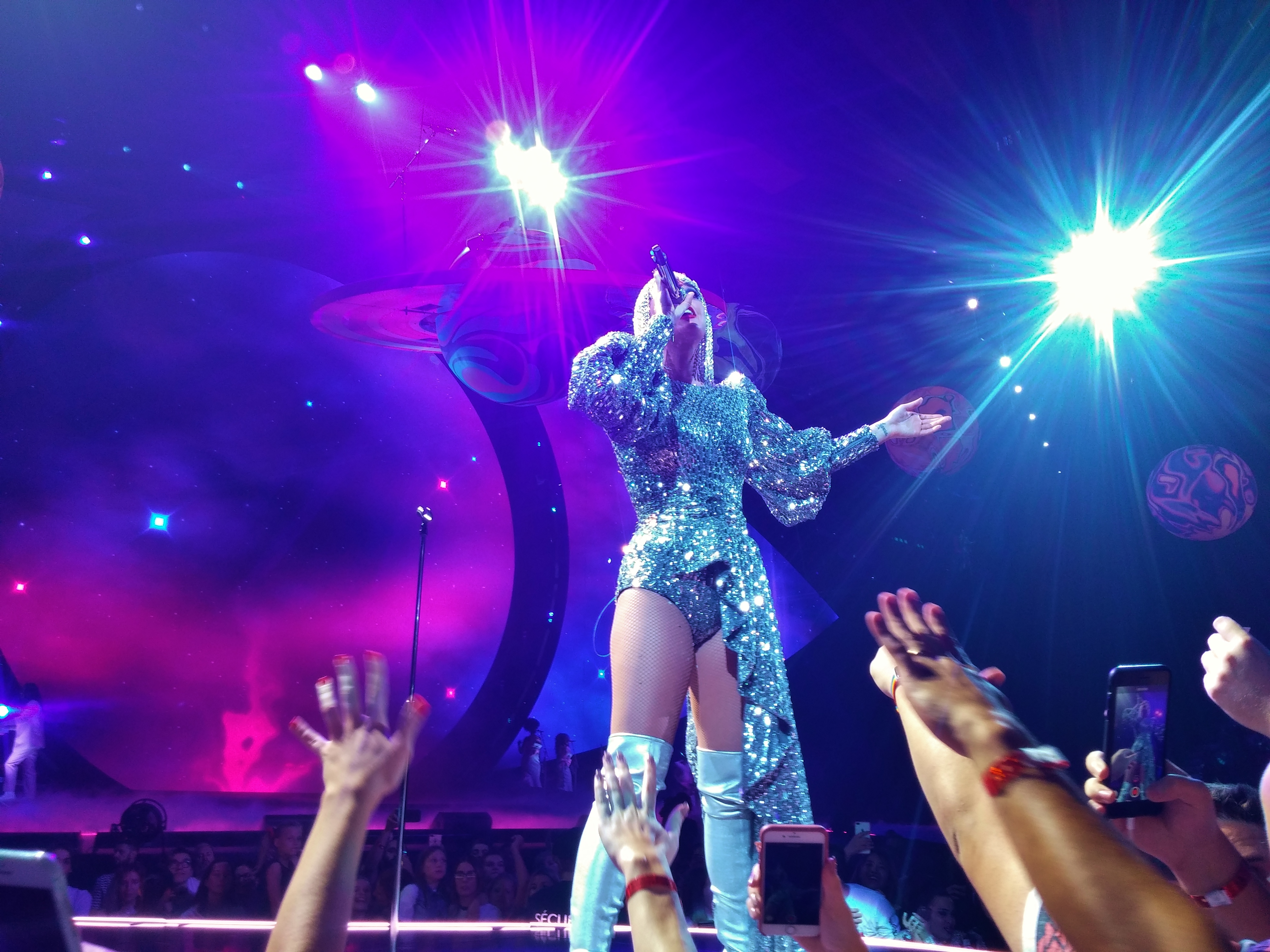
Perry na żywo podczas trasy promującej jej album Witness

28 sierpnia 2017 roku poprowadziła galę MTV Video Music Awards 2017. 19 września wyruszyła w trasę koncertową Witness: The Tour, która zakończyła się 21 sierpnia 2018 w Australii. Była ona drugą najbardziej dochodową trasą w karierze artystki po The Prismatic World Tour. Perry została ogłoszona najlepiej zarabiającą kobietą w muzyce w 2018 roku według Forbes z dochodem wysokości 83 milionów dolarów.
W marcu 2018 roku Perry dołączyła do jury programu American Idol w jego szesnastym sezonie.
15 listopada 2018 Katy Perry wydała świąteczną piosenkę „Cozy Little Christmas” ekskluzywnie dla platformy Amazon Music. Mimo tego, singiel osiągnął pierwsze miejsce na liście Billboard Adult Contemporary Music Chart oraz zadebiutował na 68. miejscu na liście Billboard Hot 100 (ostatecznie dotarł do 53. miejsca). Tym samym Katy Perry stała się pierwszym artystą w historii, który znalazł się na tej liście z singlem wydanym tylko na Amazon Music.

### 2019–2020:Smile

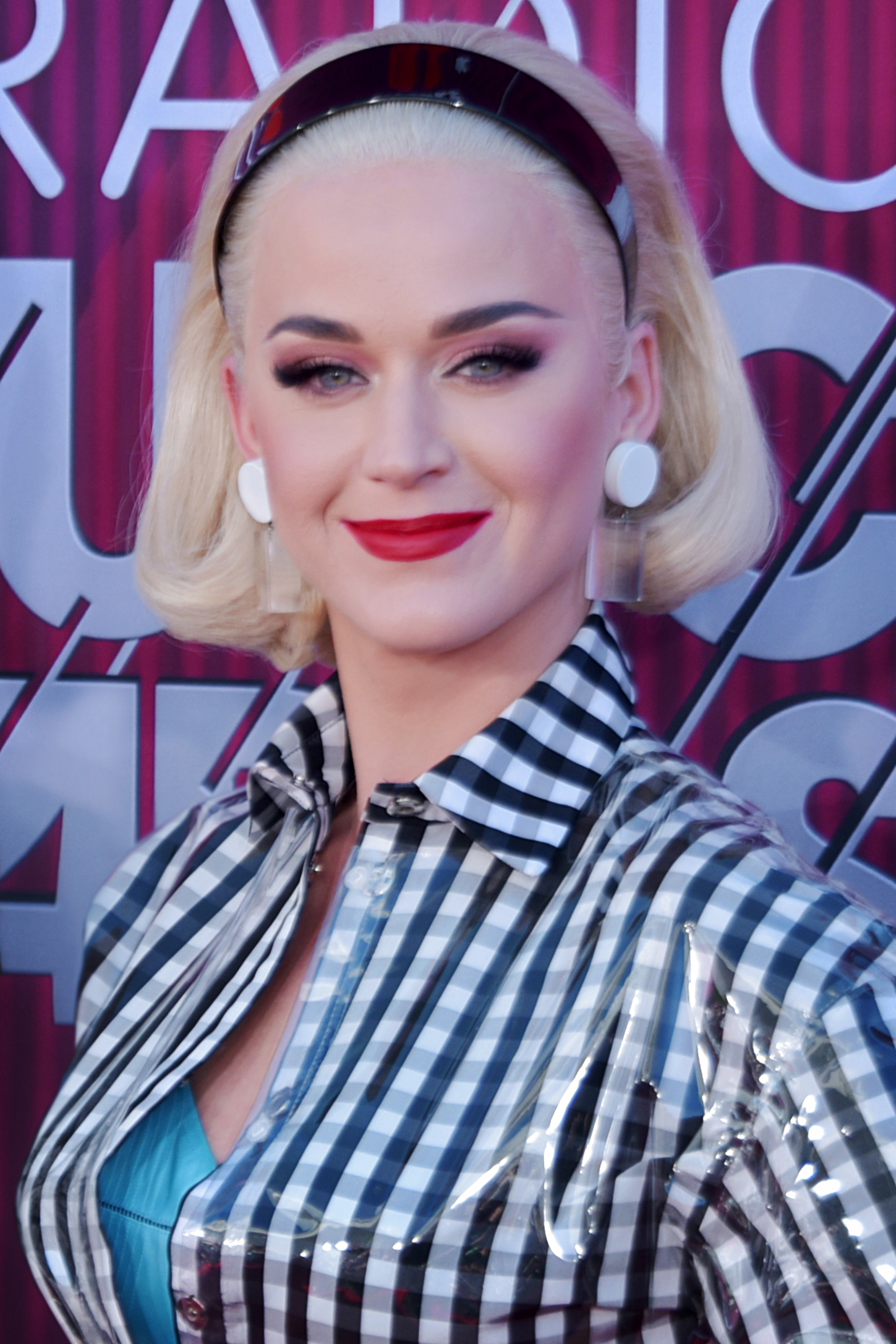
Artystka na gali rozdania nagród iHeartRadio Music Awards 2019

14 lutego 2019 roku Katy wraz z Zeddem wydała utwór „365” oraz teledysk do niego. Utwór zaśpiewała na żywo podczas występu Zedda na Coachelli 12 kwietnia 2019 roku. Następnie pojawiła się w remiksie piosenki „Con Calma” Daddy Yankee’ego.
31 maja 2019 ukazał się singiel „Never Really Over”.
17 czerwca 2019 Katy Perry gościnnie wystąpiła w teledysku Taylor Swift do piosenki „You Need To Calm Down”, co tym samym oznaczało zakończenie sporu jaki panował między artystkami.
30 lipca 2019 Perry przegrała proces sądowy w sprawie plagiatu Dark Horse. Pozew złożył w 2014 chrześcijański raper Marcus Gray, uważając, że piosenka jest kopią Joyful Noise – utworu jego autorstwa.
9 sierpnia 2019 piosenkarka wydała kolejny singiel „Small Talk”.
16 października 2019 Katy Perry ukazała singiel „Harleys In Hawaii”.
5 marca 2020 piosenkarka wydała singiel „Never Worn White”, ogłaszając tym samym, że jest w ciąży z Orlando Bloomem.
15 maja 2020 roku Katy opublikowała pierwszy singiel „Daisies”, zapowiadający jej szósty album studyjny. Tego samego dnia pojawił się teledysk do tego utworu, zaś 26 maja 2020 roku zostało opublikowane lyric video. W ramach promocji singla powstał sklep internetowy „Katy's Daises”, który oferował 12 różnorakich darmowych bukietów, ukazał się również merch nawiązujący do utworu. Katy zaśpiewała „Daisies” w programach telewizyjnych takich jak Good Morning America i American Idol. 29 maja 2020 roku wydano pierwszy remix piosenki wykonany przez MK, a 22 czerwca 2020 roku pojawił się drugi remix stworzony przez Oliviera Heldensa. 26 czerwca 2020 roku w ramach akcji Can't Cancel Pride opublikowano teledysk do mash-upu, łączącego w sobie utwory: „Daisies”, „I Kissed A Girl”, „Peacock”, „Walking On Air” oraz „Swish Swish”. 1 lipca 2020 roku ukazała się wersja akustyczna do „Daisies”.
10 lipca 2020 roku został wydany tytułowy utwór „Smile”.
Album zatytułowany Smile ukazał się 28 sierpnia 2020 roku. Opisała go jako swoją „podróż ku światłu, pełną opowieści o odporności, nadziei i miłości”. Płyta zadebiutowała na 5. miejscu listy Billboard 200 i spotkała się z mieszanym odbiorem.

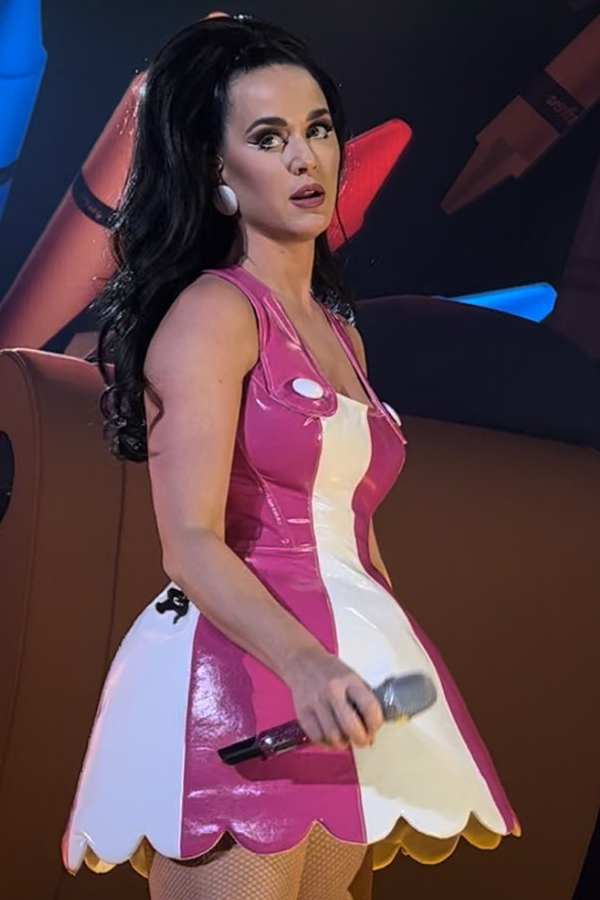
Piosenkarka podczas rezydentury w Las Vegas

21 grudnia 2020 roku ukazał się teledysk do piosenki „Not the End of the World” z Zooey Deschanel.

### 2021–2023: rezydenturaPlayi projekty poboczne
W styczniu 2021 Perry zaśpiewała „Firework” na koncercie inauguracyjnym prezydentury Joe Bidena. W maju ukazał się jej utwór „Electric”, nagrany z okazji 25-lecia marki Pokémon. Następnie nagrała singiel „When I'm Gone” z DJ-em Alesso.
W grudniu 2021 rozpoczęła się jej rezydentura Play w Resorts World w Las Vegas. Widowisko, inspirowane estetyką kampu oraz filmami Kochanie, zmniejszyłem dzieciaki i Pee Wee, zyskało pozytywne recenzje. Rezydentura zakończyła się w listopadzie 2023, a dochód z niej wyniósł ponad 46 milionów dolarów.
W maju 2023 wystąpiła na koncercie koronacyjnym Karola III, a we wrześniu sprzedała prawa do swojego katalogu muzycznego firmie Litmus Music za 225 milionów dolarów.

### 2024–2025:143
W lutym 2024 roku Perry ogłosiła odejście z programu American Idol po zakończeniu 22. sezonu, by skupić się na nowym albumie. Album 143 ukazał się 20 września 2024 roku, poprzedzony singlami „Woman’s World”, „Lifetimes” i „I’m His, He’s Mine” z gościnnym udziałem Doechii.
Album, utrzymany w dance-popowych, energicznych, letnich rytmach, został określony przez artystkę jako „pełen radości i światła”. Płyta spotkała się jednak z niezbyt pozytywnymi recenzjami od krytyków muzycznych, którzy określili album jako najgorszy w historii piosenkarki. Krytyka dotyczyła przestarzałej produkcji albumu i nijakich tekstów piosenek, a kilku porównało 143 do muzyki generowanej przez AI. Współpraca z producentem Dr. Luke’iem stała się obiektem kontrowersji.
Z okazji premiery albumu wystąpiła na festiwalu Rock in Rio oraz podczas finału AFL w Australii. Otrzymała także nagrodę im. Michaela Jacksona za całokształt twórczości na gali MTV VMA. W grudniu tego samego roku ukazała się wersja deluxe albumu pt. 1432 z czterema nowymi utworami.
W 2025 roku, w ramach promocji albumu, Katy wyruszy w swoją piątą trasę koncertową The Lifetimes Tour, obejmującą Amerykę Północną i Południową, Australię, Europę i Zjednoczone Emiraty Arabskie. Pierwszy koncert został zaplanowany na 23 kwietnia w Meksyku, a ostatni na 7 grudnia 2025 w Abu Zabi. Wystąpi również w Polsce, 28 października w Tauron Arenie w Krakowie.

## Życie prywatne
W październiku 2010 poślubiła brytyjskiego aktora Russella Branda. Po niespełna półtora roku małżeństwa para się rozwiodła. W lutym 2019 roku zaręczyła się z aktorem Orlando Bloomem. 26 sierpnia 2020 urodziła się ich córka, Daisy Dove Bloom. W czerwcu 2025 para się rozstała.

## Lot w kosmos
27 lutego 2025 roku ogłoszono, że Perry zostanie częścią załogi misji NS-31 organizowanej przez prywatną firmę Blue Origin, wraz z Amandą Nguyen, Aishą Bowe, Kerianne Flynn, Gayle King i Lauren Sánchez. Był to pierwszy załogowy lot kosmiczny z wyłącznym udziałem kobiet od czasu lotu Walentiny Tierieszkowej w ramach misji Wostok 6 przeprowadzonej w 1963 roku. Start misji miał miejsce 14 kwietnia 2025 roku i odbył się za pomocą rakiety New Shepard.
Stowarzyszenie Uczestników Lotów Kosmicznych (Association of Space Explorers) przyznało jej Universal Astronaut Insignia za lot suborbitalny (nr 108).

## Wizerunek i dziedzictwo
Katy Perry zyskała ogromną popularność w mediach społecznościowych – w 2013 roku została najczęściej obserwowaną osobą na Twitterze, jako pierwsza przekroczyła próg 100 milionów obserwujących, a w 2017 roku trafiła na listę 25 najbardziej wpływowych osób w Internecie według magazynu Time. Uchodzi za ikonę seksapilu, wielokrotnie umieszczaną na listach najseksowniejszych kobiet świata. Jej styl modowy określany jest jako kampowy i ekscentryczny – często nawiązuje do humoru, jaskrawych kolorów i motywów jedzenia. Nazywana jest „królową kiczu” i „królową dziwactw”. Sama artystka wskazywała, że moda to dla niej forma komunikacji i wyraz osobowości.
Piosenkarka bywa nazywana przez media takimi tytułami jak „Królowa popu” czy „Królowa kampu”. Jej album Teenage Dream uznawany jest za jeden z najważniejszych albumów nowej ery popu. Krytycy podkreślają jej ogromny wpływ na brzmienie i styl muzyki pop lat 2010. Jej przeboje należą do najbardziej rozpoznawalnych w historii, a sama Perry uznana została za jedną z najskuteczniejszych twórców hitów ostatniej dekady.
W sierpniu 2013 została twarzą marki CoverGirl.
Wokalistka wspiera społeczność LGBTQ. W 2017 roku odebrała nagrodę Human Rights Campaign.

## Dyskografia
| Rok  | Tytuł albumu    |
| ---- | --------------- |
| 2001 | Katy Hudson     |
| 2008 | One of the Boys |
| 2010 | Teenage Dream   |
| 2013 | Prism           |
| 2017 | Witness         |
| 2020 | Smile           |
| 2024 | 143             |

## Trasy koncertowe
| Rok       | Tytuł trasy              |
| --------- | ------------------------ |
| 2009      | Hello Katy Tour          |
| 2011–2012 | California Dreams Tour   |
| 2014–2015 | The Prismatic World Tour |
| 2017–2018 | Witness: The Tour        |
| 2025      | The Lifetimes Tour       |